# Anolis semilineatus
Anolis semilineatus (еспаньйольський трав'яний аноліс) — вид ігуаноподібних ящірок родини анолісових (Dactyloidae). Мешкає на Гаїті та в Домініканській Республіці.

## Поширення і екологія
Еспаньйольські трав'яні аноліси мешкають на острові Гаїті та на сусідніх островах Тортуга, Гранд-Каєміте, Кабріт і Каталіна. Вони живуть в невисоких, мезофільних заростях, серед трави, кущів, папоротей і коріння мангрових дерев, трапляються в садах, на висоті до 1700 м над рівнем моря.